# Молчанов, Алексей Олегович
Алексей Олегович Молчанов (род. 6 марта 1987, Волгоград) — многократный чемпион мира по фридайвингу (по правилам AIDA, CMAS и Федерации фридайвинга), действующий рекордсмен мира по фридайвингу, президент Ассоциации фридайверов «Федерация фридайвинга», руководитель школы по фридайвингу им. Натальи Молчановой, амбассадор Фонда «Озеро Байкал», разработчик снаряжения для фридайверов Molchanovs. Сын многократной чемпионки и рекордсменки мира по фридайвингу Натальи Молчановой.

## Карьера
Алексей Молчанов установил первый мировой рекорд по фридайвингу в 2008 году в дисциплине «ныряние в длину в ластах в бассейне», в которой проплыл под водой 250 метров в моноласте на задержке дыхания. С тех пор он сосредоточился на глубинных дисциплинах и начал соревноваться в открытом море.
В 2012 году Алексей установил мировой рекорд в Шарм-эш-Шейхе, Египет, когда погрузился в моноласте на 125 метров. Позже, в том же году, он побил свой собственный мировой рекорд, нырнув на 126 метров в Голубой дыре Дина на Багамах, а на чемпионате мира AIDA 2013 года Алексей снова побил свой рекорд. На этот раз он был в Каламате, Греция, когда нырнул на 128 метров. Он увеличил этот рекорд на 1 метр в Байя в 2016 году. А в 2018 году на Багамах нырнул на 130 метров, снова побив собственный рекорд. Об этом рекорде снята серия спортивного сериала Sports of Religions, вышедшая на Netflix в 2018 году. В 2021 году на Vertical Blue 2021 Алексей обновил свой рекорд, нырнув на глубину 131 метр в моноласте. В августе 2023 года на чемпионате мира CMAS Алексей установил очередной абсолютный рекорд в соревновательном фридайвинге в глубину – 136 метров. В сентябре подтвердил этот статус на чемпионате мира по правилам AIDA. 
Будучи изначально скоростным пловцом, Алексей начал заниматься фридайвингом в подростковом возрасте, когда его мать, Наталья Молчанова, уже была чемпионкой. Она разработала уникальную авторскую программу обучения фридайвингу, включающую в себя техники, которые превратили Наталью в величайшего соревновательного фридайвера и значительно повысили в России популярность фридайвинга. Алексей пошёл по стопам матери и, помимо управления Федерацией фридайвинга, основал компанию Molchanovs, занимающуюся образовательной деятельностью и производством снаряжения для фридайвинга.

## Личная жизнь
С 2016 по 2024 год был женат на Елене Молчановой (Соколовой), российской пловчихе. Елена — победительница Всемирной Универсиады (2013 года), участница Олимпийских игр 2008 и 2012 годов, Мастер спорта России международного класса. 
Дети: Максим Алексеевич Молчанов (род. 17.02.2021 г.) 

## Личные рекорды
- STA (статическая задержка дыхания) — 8 минут 33 секунды
- DYN (динамическое апноэ в моноласте в длину) — 300 метров
- DNF (динамическое апноэ без ласт в длину) — 200 метров
- CWT (погружение с постоянным весом в моноласте в глубину) — 136 метров
- CWTB (погружение с постоянным весом в раздельных ластах в глубину)— 124 метра
- CNF — (погружение с постоянным весом без ласт в глубину) – 100 метров
- FIM — (свободное погружение в глубину по тросу на руках) – 133 метров
- CWTi (погружение с постоянным весом в моноласте в глубину подо льдом) – 90 метров
- VWT — (погружение с переменным весом в глубину) – 156 метров

## Фильмография
- Один вдох (2020 год)
- Religions of Sports (2018 год)
- Дыхание глубины (2024)
- Freediver (2024)

## Рекорды и спортивные награды[1]
| Дисциплина | Дата                  | Место                      | Мероприятие                                                            | Рекорд             | Статус                                       |
| ---------- | --------------------- | -------------------------- | ---------------------------------------------------------------------- | ------------------ | -------------------------------------------- |
| DYN        | 25 апреля 2004        | Москва, РФ                 | Чемпионат России по фридайвингу                                        | 157 м              | рекорд России (AIDA)                         |
| CWT        | 29 ноября 2004        | Египет                     | Открытый Чемпионат Швеции по фридайвингу                               | 60 м               | рекорд России (AIDA)                         |
| DNF        | 23 апреля 2005        | Москва, РФ                 | Чемпионат России по фридайвингу                                        | 107 м              | рекорд России (AIDA)                         |
| DYN        | 24 апреля 2005        | Москва, РФ                 | Чемпионат России по фридайвингу                                        | 182 м              | рекорд России (AIDA)                         |
| STA        | 23 апреля 2005        | Москва, РФ                 | Чемпионат России по фридайвингу                                        | 6 минут 17 секунд  | рекорд России (AIDA)                         |
| STA        | 25 августа 2005       | Швейцария, Лозанна         | 1-й индивидуальный Чемпионат мира по фридайвингу                       | 6 минут 31 секунда | рекорд России (AIDA), бронзовая медаль       |
| DYN        | 24 августа 2005       | Швейцария, Лозанна         | 1-й индивидуальный Чемпионат мира по фридайвингу                       | 199 м              | рекорд России (AIDA), бронзовая медаль       |
| DNF        | 26 августа 2005       | Швейцария, Лозанна         | 1-й индивидуальный Чемпионат мира по фридайвингу                       | 131 м              | рекорд России (AIDA), серебряная медаль      |
| CWT        | 3 сентября 2005       | Франция, Ницца             | Чемпионат мира по фридайвингу                                          | 82 м               | рекорд России (AIDA)                         |
| CNF        | октябрь 2005          | Египет, Дахаб              | Тройная глубина                                                        | 55 м               | рекорд России (AIDA)                         |
| DYN        | 23 апреля 2006        | Москва, РФ                 | Чемпионат России                                                       | 200 м              | рекорд России (AIDA)                         |
| STA        | 22 апреля 2006        | Москва, РФ                 | Чемпионат России                                                       | 7 минут 01 секунда | рекорд России (AIDA)                         |
| CNF        | октябрь 2006 года     | Египет, Дахаб              | Тройная глубина                                                        | 60 м               | рекорд России (AIDA)                         |
| DYN        | 5 июля 2007 года      | Словения, Марибор          | Чемпионат мира по фридайвингу                                          | 213 м              | рекорд России (AIDA), серебряная медаль      |
| DNF        | 7 июля 2007           | Словения, Марибор          | Чемпионат мира по фридайвингу                                          | 157 м              | рекорд России (AIDA), серебряная медаль      |
| CNF        | 2007 год              | Египет, Шарм-эш-Шейх       | 4-й индивидуальный Чемпионат мира по фридайвингу                       | 65 м               | рекорд России (AIDA), бронзовая медаль       |
| DYN        | апрель 2008           | Москва                     | открытый Кубок Москвы                                                  | 222 м              | рекорд России (AIDA)                         |
| CWT        | 25 июля 2008          | Греция, о. Крит, Суджия    | Международные соревнования по фридайвингу: Средиземноморский кубок     | 91 м               | рекорд России (AIDA)                         |
| CWT        | 27 июля 2008          | Греция, о. Крит, Суджия    | Международные соревнования по фридайвингу: Средиземноморский кубок     | 101 м              | рекорд России (AIDA)                         |
| FIM        | 3 августа 2008        | Египет, Дахаб              | Международные соревнования по фридайвингу                              | 90 м               | рекорд России (AIDA)                         |
| STA        | 4 октября 2008        | Италия, Линьяно-Сабиадорро | Кубок Европы                                                           | 7 минут 31 секунда | рекорд России (AIDA)                         |
| DYN        | 5 октября 2008        | Италия, Линьяно-Сабиадорро | Кубок Европы                                                           | 250 м              | рекорд мира (AIDA)                           |
| STA        | 21 августа 2009       | Дания, Орхус               | 5-й индивидуальный Чемпионат мира по фридайвингу                       | 8 минут 31 секунда | рекорд России (AIDA), серебряная медаль      |
| CNF        | 25 сентября 2009      | Египет, Шарм-эш-Шейх       | Международные соревнования: Эксперт глубины                            | 80 м               | рекорд России (AIDA)                         |
| CNF        | 27 сентября 2009 года | Египет, Шарм-эш-Шейх       | Международные соревнования: Эксперт глубины                            | 83 м               | рекорд России (AIDA)                         |
| CWT        | 3 декабря 2009        | Багамы                     | 6-й индивидуальный Чемпионат мира по фридайвингу                       | 111 м              | рекорд России (AIDA), серебряная медаль      |
| CWT        | 6 июня 2012           | Египет, Шарм-эш-Шейх       | Попытка рекорда                                                        | 125 м              | рекорд мира(AIDA)                            |
| CWT        | 25 ноября 2012        | Багамы                     | Vertical Blue 2012                                                     | 126 м              | рекорд мира(AIDA)                            |
| FIM        | 29 ноября 2012        | Багамы                     | Vertical Blue 2012                                                     | 107 м              | рекорд России (AIDA)                         |
| CNF        | 25 апреля 2013        | Египет, Дахаб              | Чемпионат России по нырянию в глубину 2013                             | 85 м               | рекорд России (AIDA)                         |
| CNF        | 27 апреля 2013        | Египет, Дахаб              | Чемпионат России по нырянию в глубину 2013                             | 90 м               | рекорд России, континентальный рекорд (AIDA) |
| DNF        | 27 июня 2013          | Сербия, Белград            | 9-й индивидуальный чемпионат мира                                      | 195 м              | рекорд России (AIDA)                         |
| STA        | 29 июня 2013          | Сербия, Белград            | 9-й индивидуальный чемпионат мира                                      | 8 минут 33 секунды | рекорд России (AIDA)                         |
| CWT        | 19 сентября 2013      | Греция, Каламата           | 10-й индивидуальный Чемпионат мира по фридайвингу                      | 128 м              | рекорд мира (AIDA), золотая медаль           |
| FIM        | 21 сентября 2013      | Греция, Каламата           | 10-й индивидуальный Чемпионат мира по фридайвингу                      | 110 м              | рекорд России (AIDA)                         |
| CNF        | 10 ноября 2013        | Багамы                     | Suunto Vertical Blue 2013                                              | 91 м               | рекорд России, континентальный рекорд (AIDA) |
| FIM        | 16 ноября 2013        | Багамы                     | Suunto Vertical Blue 2013                                              | 112 м              | рекорд России (AIDA)                         |
| CNF        | 27 мая 2014           | Роатан, Гондурас           | Caribbean cup 2014                                                     | 96 м               | континентальный рекорд (AIDA)                |
| FIM        | 02 декабря 2014       | Багамы                     | Suunto Vertical Blue, Deadmans Caye 2014                               | 114 м              | рекорд России (AIDA)                         |
| DYN        | 26 июня 2015          | Белград, Сербия            | Individual AIDA Pool World Championships 2014                          | 258 м              | рекорд России (AIDA)                         |
| CNF        | 14 сентября 2015      | Кипр, Лимасол              | AIDA Individual World Championship 2015                                | 85 м               | золотая медаль                               |
| CWT        | 16 сентября 2015      | Кипр, Лимасол              | Caribbean cup 2014                                                     | 122 м              | золотая медаль                               |
| CWT        | 29 октября 2016       | Ла Пас, Мексика            | Big Blue World Cup 2016 (AIDA)                                         | 129 м              | рекорд мира (AIDA)                           |
| CWT        | 2 мая 2017            | Багамы                     | Suunto Vertical Blue 2017                                              | 129 м              | рекорд мира (AIDA), золотая медаль           |
| FIM        | май 2017              | Багамы                     | Suunto Vertical Blue 2017                                              | 118 м              | рекорд России (AIDA)                         |
| FIM        | май 2017              | Багамы                     | Suunto Vertical Blue 2017                                              | 121 м              | рекорд России (AIDA)                         |
| CWT        | 3 октября 2017        | Каш, Турция                | Чемпионат Европы по фридайвингу (CMAS)                                 | 122 м              | рекорд мира (CMAS), золотая медаль           |
| CWT-BF     | 3 октября 2017        | Каш, Турция                | Чемпионат Европы по фридайвингу (CMAS)                                 | 108 м              | рекорд мира (CMAS), золотая медаль           |
| Jump Blue  | октябрь 2017          | Каш, Турция                | Чемпионат Европы по фридайвингу (CMAS)                                 | 195,5 м            | рекорд России (CMAS), золотая медаль         |
| DYN-BF     | апрель 2018           | Санкт-Петербург, РФ        | Чемпионат России по подводному спорту (апноэ), CMAS                    | 206,70 м           | рекорд России (CMAS)                         |
| STA        | апрель 2018           | Санкт-Петербург, РФ        | Чемпионат России по подводному спорту (апноэ), CMAS                    | 8 минут 15 секунд  | рекорд России (CMAS)                         |
| DYN-BF     | 15 июня 2018          | Линьяно-Саббьядоро, Италия | Десятый чемпионат мира по фридайвингу в бассейне по версии CMAS        | 224,7 м            | рекорд России (CMAS)                         |
| CWT        | 18 июля 2018          | Багамы                     | Vertical Blue 2018                                                     | 130 м              | рекорд мира (AIDA), золотая медаль           |
| FIM        | 24 июля 2018          | Багамы                     | Vertical Blue 2018                                                     | 125 м              | рекорд мира(AIDA), золотая медаль            |
| CWT        | 4 октября 2018        | Каш, Турция                | Третий Чемпионат мира по фридайвингу по версии CMAS                    | 123 м              | рекорд мира (CMAS), золотая медаль           |
| FIM        | 6 октября 2018        | Каш, Турция                | Третий Чемпионат мира по фридайвингу по версии CMAS                    | 116 м              | рекорд мира (CMAS), золотая медаль           |
| CWT-BF     | 21 мая 2019           | Дахаб, Египет              | Открытый глубинный чемпионат России по фридайвингу 2019 по версии AIDA | 108 м              | рекорд мира (AIDA), золотая медаль           |
| CWT-BF     | 5 августа 2019        | Роатан, Гондурас           | Карибский кубок 2019 по правилам AIDA и CMAS                           | 110 м              | рекорд мира (AIDA), золотая медаль           |
| CNF        | 7 августа 2019        | Роатан, Гондурас           | Глубинный чемпионат мира по фридайвингу 2019 по правилам AIDA и CMAS   | 85 м               | рекорд мира (CMAS), золотая медаль           |
| CWT        | 8 августа 2019        | Роатан, Гондурас           | Глубинный чемпионат мира по фридайвингу 2019 по правилам AIDA и CMAS   | 125 м              | рекорд мира (CMAS), золотая медаль           |
| FIM        | 11 августа 2019       | Роатан, Гондурас           | Глубинный чемпионат мира по фридайвингу 2019 по правилам AIDA и CMAS   | 118 м              | рекорд мира (CMAS), золотая медаль           |
| CWT-BF     | 12 сентября 2020      | Крк, Хорватия              | Adriatic Depth Trophy Competition 2020 (AIDA/CMAS)                     | 111 м              | рекорд мира (AIDA/CMAS), золотая медаль      |
| CWT-BF     | 26 ноября 2020        | Египет, Шарм-эш-Шейх       | Aida Freediving World Competition (AIDA)                               | 113 м              | рекорд мира (AIDA), золотая медаль           |
| CWT ICE    | 16 марта 2021         | Байкал                     | Guinness World Record                                                  | 80 м               | рекорд Гиннесса                              |
| FIM        | 13 июля 2021          | Багамы                     | Vertical Blue 2021                                                     | 126 м              | рекорд мира (CMAS), золотая медаль           |
| CNF        | 15 июля 2021          | Багамы                     | Vertical Blue 2021                                                     | 87 м               | рекорд мира (CMAS)                           |
| CWT        | 17 июля 2021          | Багамы                     | Vertical Blue 2021                                                     | 131 м              | рекорд мира (CMAS), золотая медаль           |
| CNF        | 19 июля 2021          | Багамы                     | Vertical Blue 2021                                                     | 90 м               | рекорд мира (CMAS), золотая медаль           |
| CWT-BF     | 22 июля 2021          | Багамы                     | Vertical Blue 2021                                                     | 118 м              | рекорд мира (CMAS), золотая медаль           |
| CWT-BF     | 23 сентября 2021      | Лимассол, Кипр             | AIDA World Championship Limassol 2021                                  | 115 м              | рекорд мира (AIDA), золотая медаль           |
| FIM        | 24 сентября 2021      | Лимассол, Кипр             | AIDA World Championship Limassol 2021                                  | 118 м              | золотая медаль                               |
| CWT        | 29 сентября 2021      | Лимассол, Кипр             | AIDA World Championship Limassol 2021                                  | 125 м              | золотая медаль                               |
| CWT        | 05 октября 2021       | Каш, Турция                | Пятый глубинный Чемпионат мира по фридайвингу CMAS                     | 128 м              | золотая медаль                               |
| FIM        | 06 октября 2021       | Каш, Турция                | Пятый глубинный Чемпионат мира по фридайвингу CMAS                     | 121 м              | золотая медаль                               |
| CWT ICE    | 16 марта 2023         | Нильмогуба, Белое море     | WHITE CHALLENGE 2023                                                   | 85 м               | рекорд мира (ФФ)                             |
| VWT        | 25 марта 2023         | Бонейр, Карибское море     | BonAbyss 2023                                                          | 153 м              | рекорд мира (AIDA)                           |
| VWT        | 28 марта 2023         | Бонейр, Карибское море     | BonAbyss 2023                                                          | 156 м              | рекорд мира (AIDA)                           |
| CWTB       | 26 мая 2023           | Филиппины                  | AIDA Oceanquest Philippines                                            | 121 м              | рекорд мира (AIDA)                           |
| CWT        | 30 июня 2023          | Вильфранш-сюр-Мэр, Франция | 10th outdoor freediving French championship CMAS                       | 133 м              | рекорд мира (CMAS)                           |
| FIM        | 21 июля 2023          | Багамы                     | Vertical Blue 2023                                                     | 133 м              | рекорд мира(AIDA), золотая медаль            |
| CWT        | 22 июля 2023          | Багамы                     | Vertical Blue 2023                                                     | 133 м              | рекорд мира(AIDA), золотая медаль            |
| CWT        | 21 августа 2023       | Роатан, Гондурас           | CMAS 7th Freediving Depth World Championship                           | 136 м              | рекорд мира (CMAS)                           |
| CNF        | 24 августа 2023       | Роатан, Гондурас           | CMAS 7th Freediving Depth World Championship                           | 100 м              | рекорд мира (CMAS)                           |
| CWTB       | 25 августа 2023       | Роатан, Гондурас           | CMAS 7th Freediving Depth World Championship                           | 124 м              | рекорд мира (CMAS)                           |
| CWTB       | 24 сентября 2023      | Лимассол, Кипр             | AIDA World Championship Limassol 2023                                  | 123 м              | рекорд мира (AIDA)                           |
| CWT        | 29 сентября 2023      | Лимассол, Кипр             | AIDA World Championship Limassol 2023                                  | 136 м              | рекорд мира(AIDA)                            |
| CWTi       | 3 марта 2024          | Байкал, Россия             | Под лёд Байкала 2024, Федерация Фридайвинга                            | 90 м               | рекорд мира (ФФ)                             |
| CWTB       | 10 сентября 2024      | Corsica, France            | 33rd AIDA Freediving World Championship, Corsica 2024                  | 125 m              | рекорд мира (AIDA)                           |
| CWT        | 14 сентября 2024      | Corsica, France            | 33rd AIDA Freediving World Championship, Corsica 2024                  | 131 m              | золотая медаль                               |
| CWT        | 4 октября 2024        | Kalamata, Greece           | 8th CMAS Freediving World Championship, Kalamata 2024                  | 135 m              | золотая медаль                               |
| CNF        | 10 октября 2024       | Kalamata, Greece           | 8th CMAS Freediving World Championship, Kalamata 2024                  | 92 m               | золотая медаль                               |
| CWTB       | 11 октября 2024       | Kalamata, Greece           | 8th CMAS Freediving World Championship, Kalamata 2024                  | 125 m              | золотая медаль                               |
| DYN        | 14 декабря 2024       | Brandon, United States     | UNU AIDA Tampa Bay Freediving Challenge 2024                           | 218 m              | серебряная медаль                            |
| DYN        | 30 апреля 2025        | Chengdu, China             | The World Games Series, Chengdu 2025                                   | 300 m              | золотая медаль                               |

Подробное описание дисциплин на сайте Федерации фридайвинга.

## Интервью и статьи
- 100 метров на одном вдохе – Алексей Молчанов на плато Путорана.
- "Вести. Интервью": Алексей Молчанов. Он может не дышать около 9 минут и погружается на глубину далеко за сотню метров... Гость студии - многократный чемпион и рекордсмен мира по фридайвингу.
- «Фридайвинг — это спокойствие». Молчанов бьет рекорд, погружаясь и в холодной воде. Рекордсмен мира по фридайвингу Алексей Молчанов — о холодных погружениях и медитации.
- Восемнадцатилетний чемпион. Автор: Оксана ГРЕДЖЕВА — Алексей Молчанов.
- Пока не закипела кровь. Газета «Московский Комсомолец».
- Интервью Vodolaz-Radio
- Интервью Алексея Молчанова видеоканалу newsoldier.ru
- «Глубокое погружение» — интервью журналу «Вокруг света»
- «Погружение в бездну — погружение в себя» — интервью порталу «Моя планета»
- «Inside the perilous, marvelous world of competetive free diving» by Adam Scolnick for «Playboy»
- «Новичок может потерять сознание, даже если в его организме ещё 80 % кислорода» — интервью порталу The Challenger
- Breathtaking undersea world of a 'Moscow Merman'
- Freedive SPRINGfest 2016
- «Всплываешь — а из легких небольшой сгусток крови». Русская звезда дико опасного спорта
- The Almost Impossible
- The World’s Deepest Man
- Фридайвер Алексей Молчанов — Men’s Health
- На одном вдохе — National Geographic
- Японская телепередача Why did you come to Japan? с участием Алексея Молчанова (по ссылке отрывок из передачи)
- Эфир на Русском радио от 28 мая 2018 года
- Новый подводный рекорд Алексея Молчанова: на длину 40-этажного дома без акваланга — Men’s Health
- Борьба за каждый сантиметр глубины — интервью для портала «Вокруг планеты»
- Alexey Molchanov Extends Free Immersion Freediving World Record With 125m Dive